# Микицей, Станислав Игоревич
Станислав Игоревич Микицей (укр. Станіслав Ігорович Микицей; род. 7 сентября 1989, Донецк) — украинский футболист, защитник.

## Биография

### Клубная карьера
Воспитанник академии донецкого «Шахтёра». В 2005 году был переведён в «Шахтёр-3», клуб выступал во Второй лиге. Дебют состоялся 27 августа 2005 года в матче против «Горняк-Спорт» (1:0). 17 июля 2007 года дебютировал за «Шахтёр» в Высшей лиге в матче против запорожского «Металлурга» (0:2). В июле 2009 года был отдан в аренду мариупольскому «Ильичёвцу». В команде дебютировал 17 июля 2009 года в матче против ужгородского «Закарпатья» (1:0).
Летом 2010 года был отдан в годичную аренду в луганскую «Зарю». Затем вновь выступал за «Ильичёвец» и провёл 3 матча.
Летом 2012 года перешёл в «Александрию». В команде взял 33 номер. В сезоне 2012/13 он вместе с командой стал бронзовым призёром Первой лиги Украины, клуб уступил лишь алчевской «Стали» и «Севастополю». Микицей сыграл в 27 матчах и забил 1 гол.
В марте 2017 года был дисквалифицирован антидопинговым комитетом ФИФА на 1,5 года за употребление препарата против гипертонии. До окончания контракта президент будет выплачивать футболистку половину зарплаты.

### Карьера в сборной
Выступал за юношеские сборные Украины до 17 и до 19 лет, а также за молодёжную сборную до 21 года.

## Достижения
- Победитель Первой лиги Украины: 2014/15
- Серебряный призёр Первой лиги Украины: 2013/14
- Бронзовый призёр Первой лиги Украины: 2012/13

## Статистика
| Сезон   | Клуб            | Лига         | Чемпионат | Чемпионат | Кубок | Кубок | Дубль | Дубль |
| Сезон   | Клуб            | Лига         | Игры      | Голы      | Игры  | Голы  | Игры  | Голы  |
| ------- | --------------- | ------------ | --------- | --------- | ----- | ----- | ----- | ----- |
| 2005/06 | Шахтёр-3        | Вторая лига  | 16        | 0         | —     | —     | —     | —     |
| 2005/06 | Шахтёр (Донецк) | Высшая лига  | 0         | 0         | 0     | 0     | 7     | 0     |
| 2006/07 | Шахтёр-3        | Вторая лига  | 15        | 1         | —     | —     | —     | —     |
| 2006/07 | Шахтёр (Донецк) | Высшая лига  | 1         | 0         | 0     | 0     | 11    | 0     |
| 2007/08 | Шахтёр-3        | Вторая лига  | 2         | 0         | —     | —     | —     | —     |
| 2007/08 | Шахтёр (Донецк) | Высшая лига  | 0         | 0         | 0     | 0     | 23    | 3     |
| 2008/09 | Шахтёр (Донецк) | Премьер-лига | 0         | 0         | 0     | 0     | 29    | 3     |
| 2009/10 | Ильичёвец       | Премьер-лига | 24        | 0         | 1     | 0     | 1     | 0     |
| 2010/11 | Заря (Луганск)  | Премьер-лига | 16        | 0         | 0     | 0     | 1     | 0     |